# Кавне (хутір)
Кавнé — хутір в Україні, адміністративно входить у склад села Долішній Лужок Дрогобицької міської громади Дрогобицького району Львівської області.
Хутір знаходиться на віддалі всього лиш 220 м від кінця села Долішній Лужок, стаючи його закінченням.
На хуторі є один урбанонім — вулиця Івана Франка, яка закінчується виїздом у поле.
Назва поселення недосліджена.
Сусідні населені пункти: